# 봉은사 판전 현판
봉은사 판전 현판 또는 봉은사 김정희서판전현판(奉恩寺金正喜書板殿懸板)은 조선 19세기 전반의 대표적 문인서화가 김정희가 만년에 쓴 봉은사 판전의 현판 필적이다.
김정희의 자는 원춘, 호는 추사·완당 등 매우 많으며, 본관은 경주이다. 판서 김노경의 아들로 태어나 1809년 생원시에 합격하고, 1819년 식년문과에 급제하였다. 1823년 규장각 대교를 지냈고 1836년 성균관 대사성을 지냈으며, 그 뒤 이조참판에 이르렀다. 18세기 후반 북학의 중심인물인 박제가의 제자로서 일찍이 청나라에 사신으로 가는 부친 김노경을 따라 자제군관으로서 북경에 들어가 그곳의 원로대학자 옹방강(翁方綱)과 중년학자 완원을 만나 스승·제자의 인연을 맺었다. 1840년 윤상도의 옥사에 연루되어 제주도에 위리안치되었고, 1848년 석방되었으나 1851년 헌종의 묘천 문제가 발생했을 때 그 주창자로 지목되어 다시 북청으로 유배되어 이듬해에 풀려났다. 그 뒤 만년에 과천 등에 머물면서 시문과 서화로 자적하였다.
그는 실사구시(實事求是)를 지향하며 고증적 태도를 견지했던 학자이다. 또 그는 서화에 두루 뛰어났으며 신라 진흥왕의 ＜북한산순수비(北漢山巡狩碑)＞를 발견·고증하는 등 금석학에도 뛰어났다. 저작으로 《예당금석과안록(禮堂金石過眼錄)》 등이 있으며, 문집으로 《완당선생전집(阮堂先生全集)》이 전한다. 글씨는 예서(隸書)와 해서·행서를 많이 썼다. 예서는 전한(前漢) 시대의 고풍스런 예서를 바탕으로 뛰어난 조형성을 보여 추사 서예의 백미를 이루었고, 해서는 구양순(歐陽詢)을 위시한 당나라 해서풍에 옹방강의 서풍을 가미했으며, 행서는 붓을 틀고 꺾는 전절(轉折)이 강렬하고 붓에 먹을 많이 안 묻히고 쓴 갈필(渴筆)이 심한 특유의 개성을 이루었다.
김정희는 노년에 경기도 과천(果川)의 과지초당(瓜芝草堂)에 머물면서 봉은사에 자주 들리곤 했는데, 구전(口傳)에 따르면 이 글씨를 사망하기 사흘 전에 썼다고 한다. 만년의 순수한 모습이 드러나 있는 듯한데, 세간에서는 이 글씨체를 '동자체(童子體)'라고 부른다. 파란의 생애를 겪으면서도 학문과 서화에 침잠했던 그의 진중한 모습이 담겨 있는 듯하다. 편액 왼쪽의 낙관에 "七十一果病中作 (일흔 한 살의 과가 병중에 쓰다)"라고 했는데, 여기의 '과(果)'는 그가 노년에 과천에 살면서 사용했던 호인 과도인(果道人)·과노(果老)·노과(老果) 등에서 나온 것이다. 

## 같이 보기
- 봉은사 판전 - 서울특별시 유형문화재 제425호

## 참고 문헌
- 봉은사 판전 현판 - 국가유산청 국가유산포털

 본 문서에는 서울특별시에서 지식공유 프로젝트를 통해 퍼블릭 도메인으로 공개한 저작물을 기초로 작성된 내용이 포함되어 있습니다.